# Чорний шлях

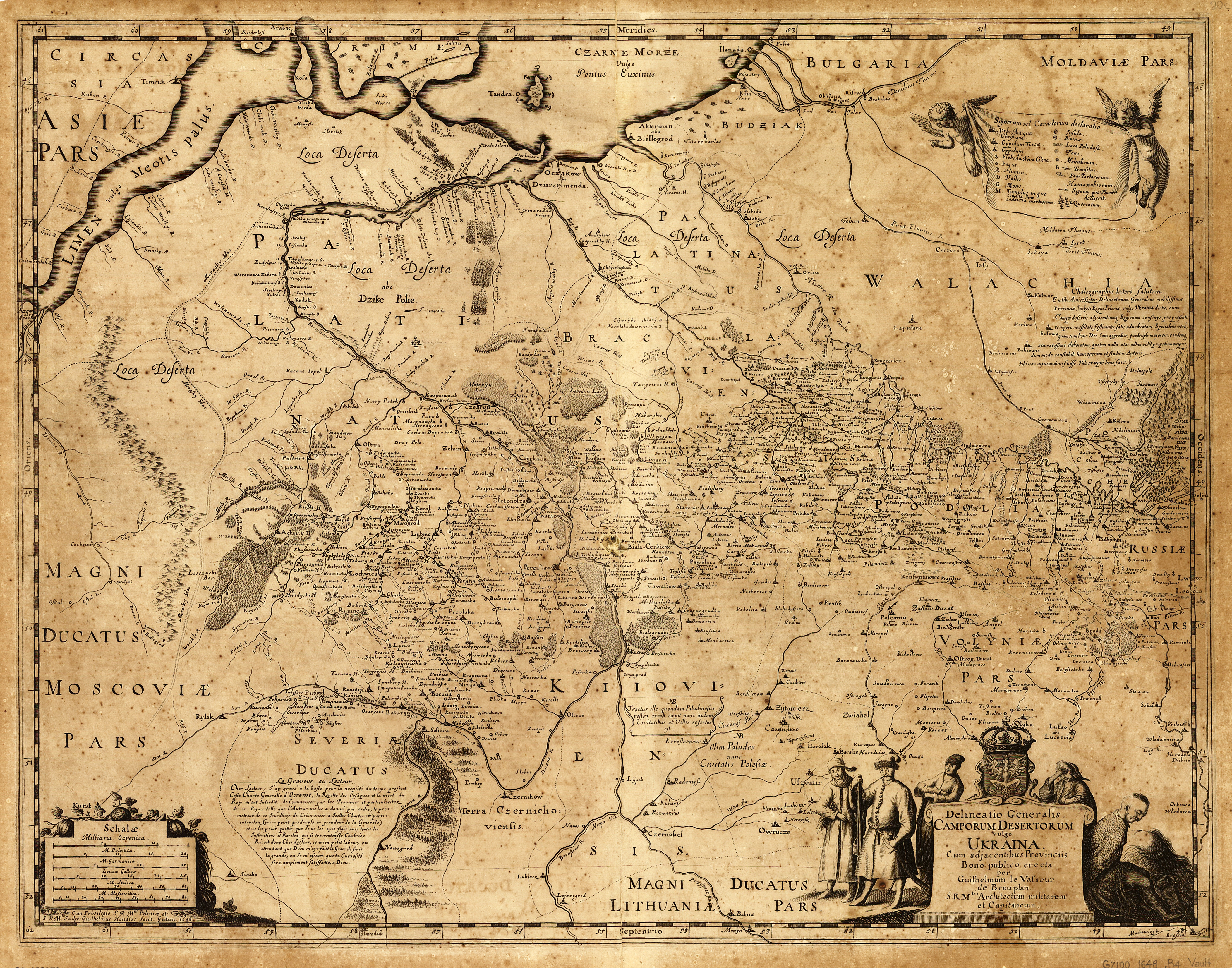
Мапа Боплана, на якій є Чорний шлях

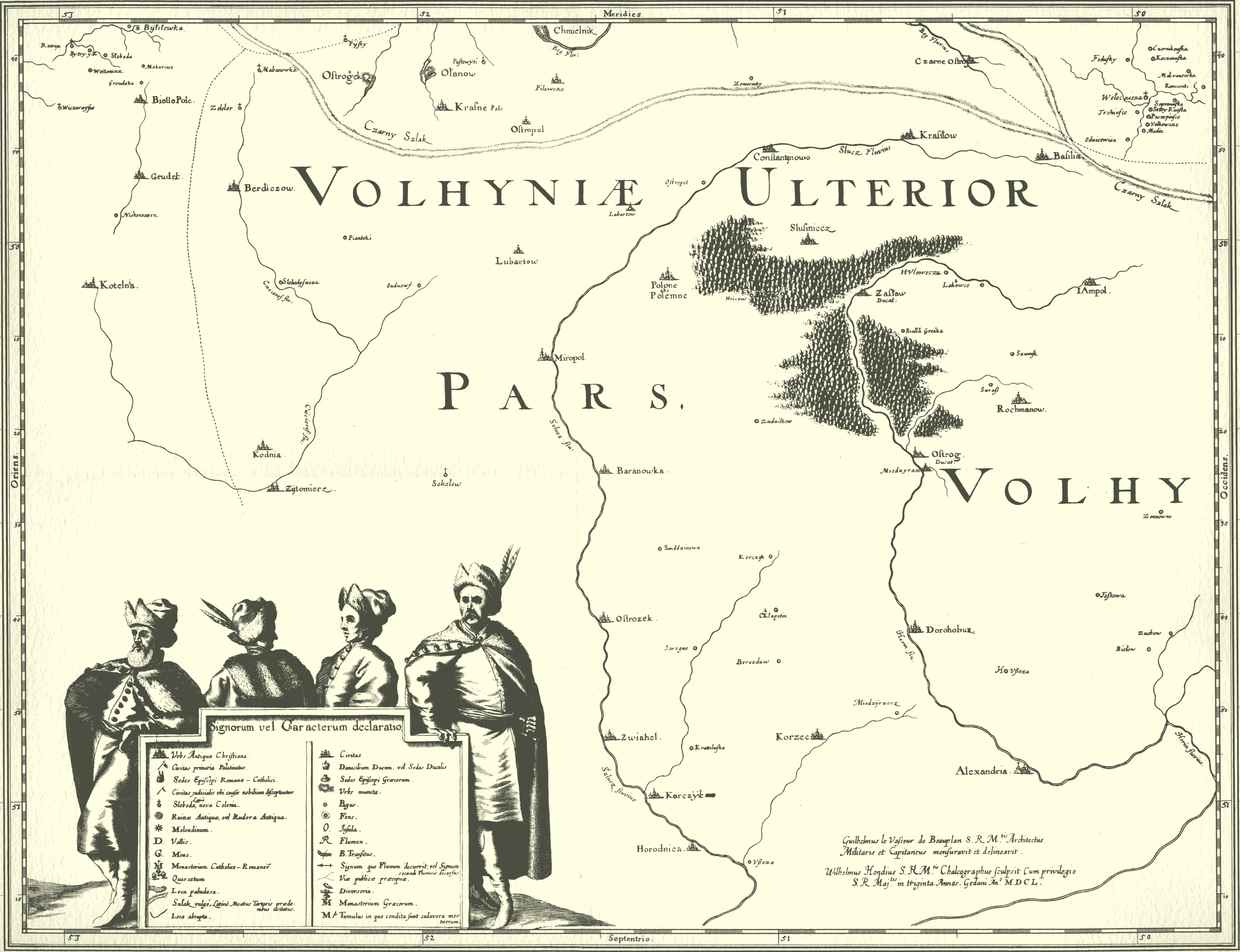
Угорі відрізок (частина) Чорного шляху — Czarny Szlak, 1650 рік.

Чо́рний шлях — стародавній розгалужений торговельний шлях, яким користувалися тюркські народи Північного Причорномор'я для перекочівлі з Лівобережної України до Запорожжя (Січ), Поділля, Галичини.

## Назва
За іншою версією, Чорний шлях є синонімом поняття Великий шлях, так як у тюркських мовах слово kara (чорний) є синонімом величі.
Чорний шлях називали також шляхом ясиру. Ним перекопські татари гнали населення України, Поділля та Галичини в ясир до Кафи, де вірменські та грецькі купці продавали їх далі. Напади перекопських татар відбувались з XV до XVIII віків під час численних воєн між Польщею та Кримським Ханством за українські землі.

## Опис

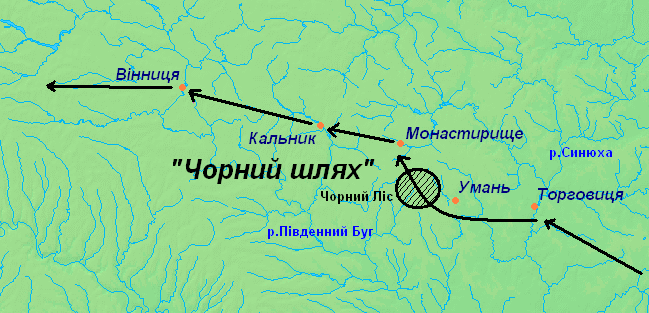
Частина середнього маршруту

В українських степах комунікаційних доріг в давні часи не існувало, тільки старовинні шляхи, якими тюркські народи користувались для перекочівлі та якими ходили торгові каравани по сіль в Крим, по рибу на Дон і Запорожжя або за збіжжям та по товари до турецького Очакова. Ці шляхи називали Чорним шляхом. Український люд називав цей шлях ще Шпаковим, від імені гайдамацького ватажка Шпака. Турецькою цей шлях називався Керван йолу (караванна дорога).
До Львова вели усі три шляхи: від Сокаля та Жовкви українсько-волинський — Чорний (Північний), від Теребовлі та Золочева — Подільський або Кучманський і з півдня від Галича та Бучача — Волоський. Червона Русь була поділена на дві частини, із яких західна процвітала з розквіту торгових міст (Перемишль, Ярослав), а східна з її оборонними замками була підставлена безконечним грабіжництвом та нападами. Тут починалися схованки люду в печерах, підземних ходах. Кожен замок, кожне поселення мало такі підземні ходи, які простягалися часом на чверть милі. У цих підземних ходах люди ховалися самі, ховали худобу, збіжжя від орди.
- Чорний шлях (Каравана дорога) (Гетьманський, Царський) йшов від Білгороду (Дністровського), через Маяк (Каравул) до переправи на р. Буг (Бог) і до Чорного лісу. А саме від Чорного лісу йшов в трьох напрямках до Балти, до Ольвіополя і врешті до переправи Микитин Ріг через Дніпро.

Чорний шлях починався з Перекопського перешийка і йшов на північ, через запорозькі степи, на верхів'ях річок Інгула, Інгульця і Тясмину, повертав на захід та розгалужувався на декілька шляхів:
- Київський (північний або північно-східний) — на Кременчук, Київ проходив через Черкаси, Канів, Корсунь, Звенигородку, Богуслав, Лисянку, Тетіїв потім далі на Заслав, Полонне, Луцьк, Володимир-Волинський, Сокаль та на Волинь.

Північний шлях (Чорний): Замость, Сокаль, Немирів, Тартаків, Рава-Руська, Магерів, Белз, Жовква, Великі Мости, Каменка Струмилова, Городок, Куликів, Львів.
- середній (проходив поблизу Шполи, Умані, Яніва, Тального, Дашева).
  - Біля Липовця північне і середнє розгалуження з'єднувалися і далі Чорний шлях пролягав у напрямку Тернополя.

- Кучманський (південний) — або Подільський, йшов посередині Поділля, долиною річки Бог, через Томаківку, Торговицю, Саврань, річки Кудима, Кучмінь, далі під Липовцем з'єднувались з «Київським» і далі через Хмільник, Бар, Тернопіль простягався на захід у напрямку Львова.

- Волоський (Кучманський) (долиною Дністра) від переправи на р. Буг до Балти (на Кишинів), через річки Кодима, Бог, Дністер через Умань, Гайсин, Тульчин, Саврань, через Рушава, Дзвін, Ушиця, Дзіньків далі на Скалу, Бучач.
  - Шляхи Волоський і Кучманський з'єднувалися в Русі Галицькій і йшли на Львів: з Волощини, через Галич до Львова (Волоський, Вірменський, з Покуття на Бучач до Львова). Волоський: Бучач, Чортків, Золотий Потік, Монастириська, Коломия, Станіслав, Галич, Калуш.

Із Запоріжжя до Києва вів Херсонський шлях.

## Чорний шлях на географічних картах

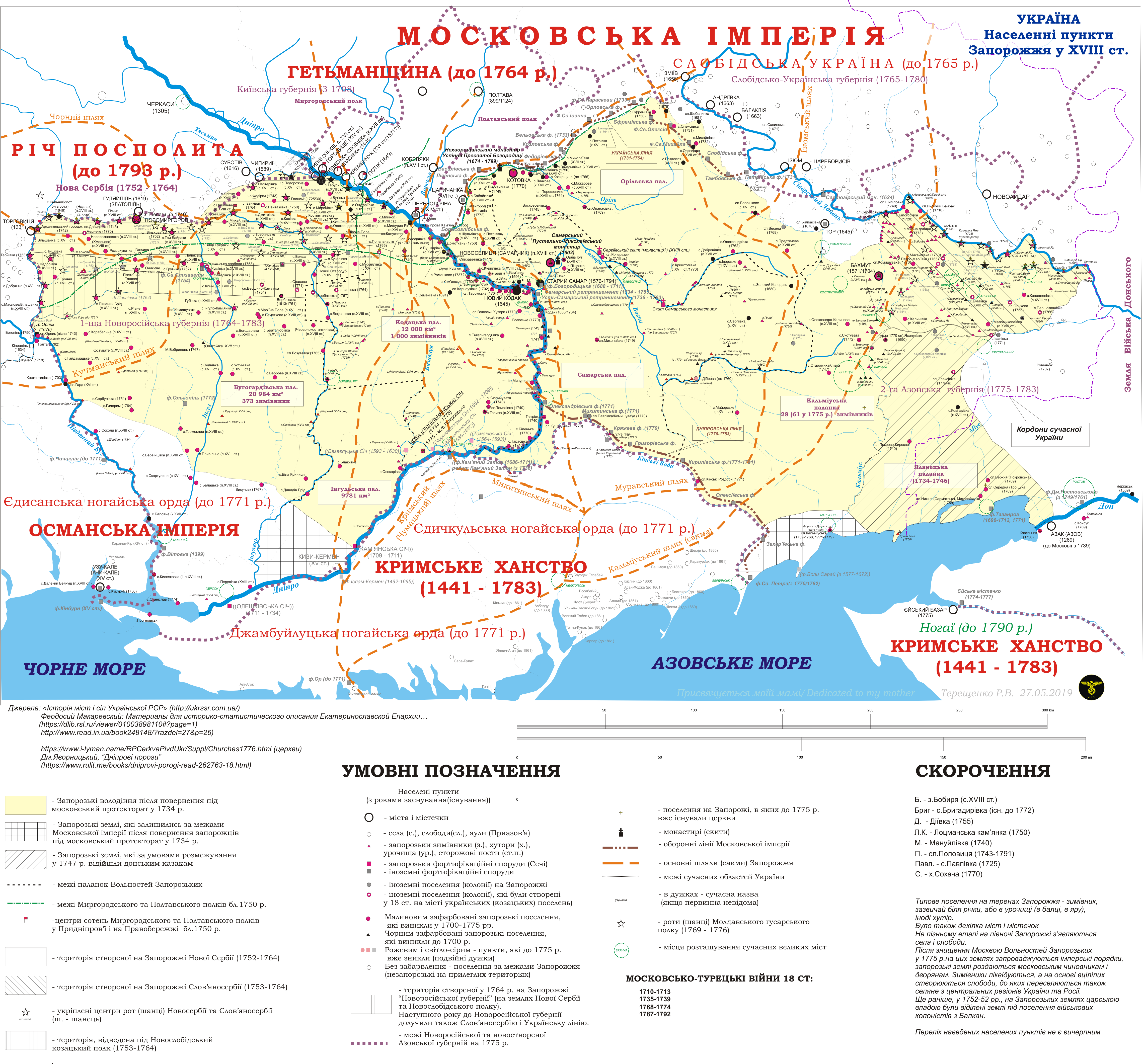
Степові шляхи України у 18 ст.

1648 р. на основі карти «Tabula Geographica Ukrainska» (1639 р.) Гійом Левассер де Боплан видав «Загальну карту України». Повна назва — «Delineatio Generalis Camporum Desertorum vulgo Ukraina. Cum adjacentibus Provinciis» (Загальний план Диких полів, простіше кажучи Україна. З суміжними провінціями). На карті показаний Чорний Шлях (Czarny slak)..
1650 р. Гійом Левассер де Боплан «Спеціальна (топографічна) мапа України» Повна назва: «Delineatio specialis et accurata Ukrainae. Cum suis Palatinatibus ac Distictibq, Provincycq adiacentibus» (Спеціальний і докладний план України разом з належними до неї воєводствами, округами та провінціями). Складається з 8 аркушів розміром 41,5×45 см кожен, загальний розмір 83 × 216 см, масштаб 1:450 000. На деяких аркушах позначено Чорний Шлях (Szarny Szlak)..
1670 р. Ян Блау на основі карти Боплана створив чотири карти України. Карта «UKRAINAE PARS, Quae Kiovia palatinatus vulgo dicitur» (Частина України, Київське воєводство). Чорний Шлях (Szarny Szlak) на самому краю полотна карти у верхів'ях річки Інгулець (Ingulet Maly) неприродно обривається..
1670 р. Ян Блау. Карта «UKRAINAE PARS, QVAE BARCLAVIA PALATINATUS Vulgo dicitur» (Частина України, Брацлавське воєводство). Карта є переопрацюванням третьої секції Спеціальної карти України Г. Боплана (1650 р.). Зображено дві гілки Чорного Шляху (Czarny Szlak), який пролягає з півдня на північ вододілом між Південним Бугом і Дніпром..
1683 р. Вільям Беррі (William Berry; 1639—1718) англійський книгорозповсюджувач, географ та гравер видав у Лондоні карту «Poland Subdivided according to the Extent of its severall Palatinates… Dedicated To the most serene and most sacred majesty of Charles II…». Наддніпрянщина (Правобережна та Лівобережна) показана як VKRAINE or the Counry of the COSAQUES (Україна Земля (Країна) Козаків). Написи VKRAINE та Volhynie на карті розміщені паралельно і займають одну територію. Західна Україна — Чорна Русь (Black Russia). На карті показано Чорний шлях (Czarny slack).